# Orahovica (Czarnogóra)
Orahovica (cyr. Ораховица) – wieś w Czarnogórze, w gminie Bijelo Polje. W 2011 roku liczyła 281 mieszkańców.